# جمهوری خلق لوهانسک
جمهوری خلق لوهانسک (به روسی: Луга́нская Наро́дная Респу́блика، Luganskaya Narodnaya Respublika) یک دولت خودخوانده در شرق اوکراین است که در طی الحاق جنوب و شرق اوکراین به روسیه در سال ۲۰۲۲ به روسیه الحاق شد و از ژوئن ۲۰۲۵ کنترل کامل استان لوهانسک را در اختیار دار‌د. 
در پی اعتراضات یورومیدان و برکناری ویکتور یانوکویچ در جریان انقلاب ۲۰۱۴ میلادی اوکراین، دولتی خودخوانده به نام جمهوری خلق لوهانسک در شرق اوکراین پدید آمد. این جمهوری توسط روسیه، سوریه بعثی، کره شمالی و انصارالله یمن به رسمیت شناخته شده‌است. دولت اوکراین نیز این دولت را یک سازمان تروریستی می‌داند.